# نيكول آبي
نيكول آبي (باليابانية: 安部ニコル؛ بالكانا: あべ にこる) هي عارضة أزياء وعارضة يابانية، ولدت في 22 ديسمبر 1993 في الفلبين.